# 法律ラテン語
法律ラテン語（ほうりつらてんご、略称はL.L.またはL. Lat.、英: Law Latin）は、法律的な文脈で使われるラテン語の一形態。侮蔑的にen:Dog Latinと呼ばれることもある。一部の語彙はラテン語由来だが、多くの単語や語彙体系は英語由来である。法律ラテン語は、英語やフランス語の混合で構成され、ラテン語の単語を英語の構文に組み込む場合もある。
ジョージ2世の治世まで、イングランドの裁判所で、法律上の意見が法律ラテン語で記録されていた。ジョージ2世の治世中、en:Proceedings in Courts of Justice Act 1730（1733年施行）により、イングランドにおける全ての訴訟の記録をラテン語ではなく英語で作成するように義務付けられた。令状(英語版)、勅許状(英語版)、特許状、法的文書の言葉としても使われた。1867年になっても、イングランドやスコットランドで、一部の法的文書で、依然として法律ラテン語が使われた。